# Austrocidaria stricta
Austrocidaria stricta là một loài bướm đêm trong họ Geometridae.